# Brunkebergsåsen

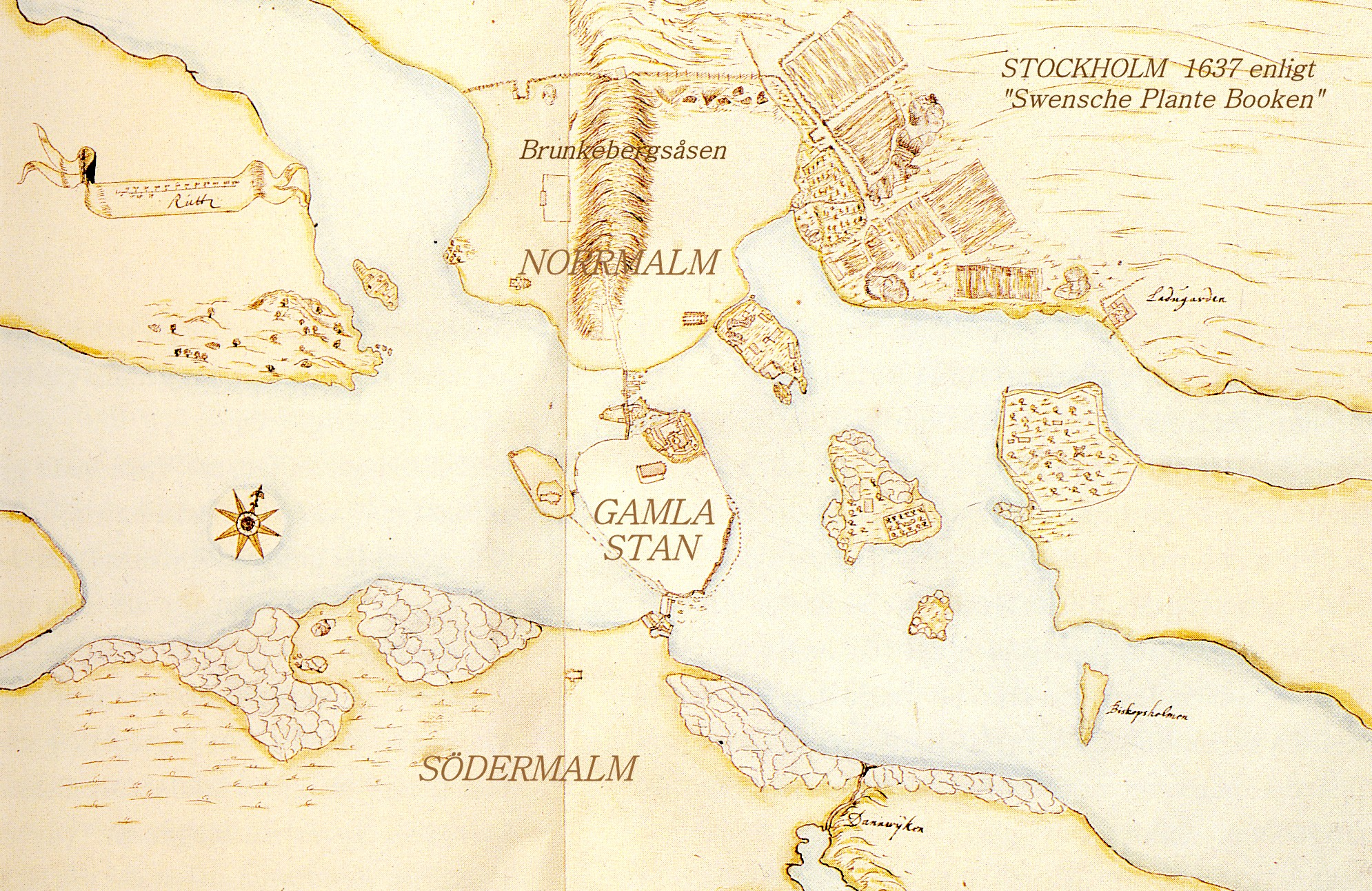
Brunkebergsåsens Lage auf einer Stockholmkarte von 1637

Brunkebergsåsen ist ein Geröll-Os in Stockholm, der den nördlichen Teil der Stadt, Norrmalm, in nord-südlicher Richtung durchläuft. Der Brunkebergsåsen ist Teil des circa 60 Kilometer langen eiszeitlichen Stockholm-Oses, der von Arlanda im Norden bis in die Gegend von Jordbro im Süden reicht.

## Worterklärung
Der Name Brunkeberg taucht auch in anderen Teilen Skandinaviens auf und enthält vermutlich das Wort brant oder brink mit der Bedeutung von „steil“. In Stockholm erinnern Straßen und Plätze wie Brunkebergsgatan, Brunkebergsterrassen und Brunkebergstorg an den Brunkeberg.

## Brunkebergsåsen

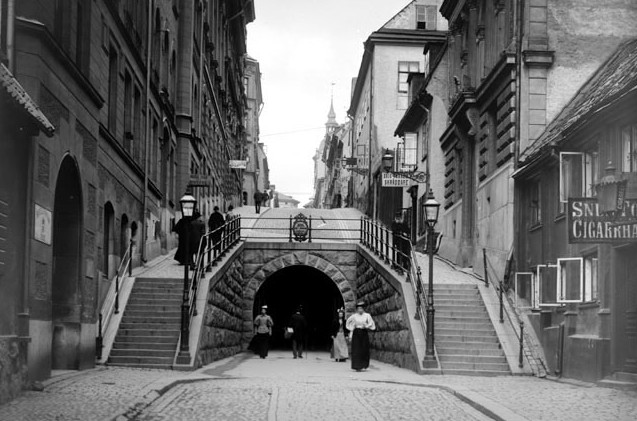
Die Öffnung des Brunkebergstunnels von Osten, 1886

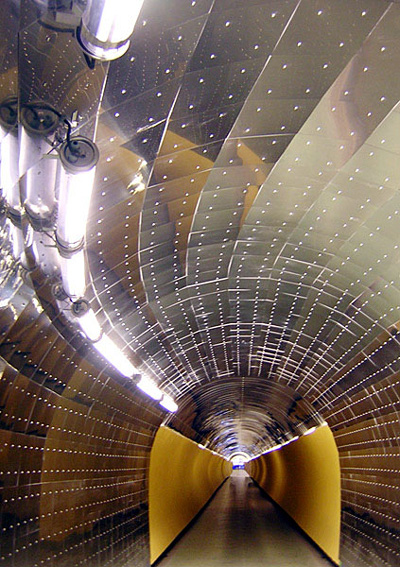
Der Brunkebergstunnel nach der Renovierung in den 1990er Jahren

Der Brunkebergsåsen hat den Stadtteil Norrmalm viele Jahrhunderte hindurch in zwei Teile geteilt und das Straßennetz musste dem Os angepasst werden. In ost-westlicher Richtung gab es kaum Verbindungen oder sie führten über den steilen Wall. Eine der ersten Hauptstraßen, die durch den Wall hindurch gebaut wurden, war die Kungsgatan. Es dauerte fünf Jahre, von 1906 bis 1911, um den eiszeitlichen Geröllwall zu besiegen. Der größte Eingriff geschah im Zusammenhang mit der Neugestaltung der Stockholmer Innenstadt in den 1950er und 1960er Jahren, der so genannten Norrmalmsregleringen. Dabei wurden große Teile des Brunkebergsåsen in bis zu 20 Metern Höhe abgetragen und Straßen wie Sveavägen und Hamngatan konnten ohne schwierige Steigungen verlängert und damit ein ständiges Verkehrsproblem gelöst werden.

## Brunkebergstunnel
Der einzige Tunnel, der durch den Brunkebergsåsen getrieben wurde, ist der 231 Meter lange Brunkebergstunnel für Fußgänger und Radfahrer. Er wurde von Ingenieur Knut Lindmark konstruiert, von ihm stammten auch die Zeichnungen für den alten Katarinahissen.
Der Tunnel wurde während der Jahre 1884 bis 1886 erbaut. Auf der Westseite hatte man das lose Gestein mit einer aus England angemieteten Gefriermaschine auf −18 Grad tief gefroren und konnte somit den Tunnel ohne Einsturzgefahr ausschachten. Am 9. Juli 1886 wurde das Bauwerk von König Oskar II. eingeweiht. Anfangs kostete die Passage zwei Öre. Der Tunnel wurde in den 1990er Jahren durchgreifend renoviert, nachdem er für einige Jahre geschlossen gewesen war.